# Handan's pillow/逆光
「Handan's pillow / 逆光」（ハンダンズ・ピロウ / ぎゃっこう）は、日本のバンドBRAHMANの3枚目のシングルである。2007年4月4日発売。発売元はトイズファクトリー。

## 概要
- 前作から1年9ヶ月ぶりとなるシングル。
- CD+DVDで発売。DVDには2006年12月4日にZEPP TOKYOで行われたライブでの楽曲7曲を収録。

## 収録曲

### CD
1. Handan's pillow（4:33）
作詞：TOSHI-LOW、作曲・編曲：BRAHMAN
2. 逆光（4:18）
作詞：TOSHI-LOW、作曲・編曲：BRAHMAN

### DVD
- 2006年12月4日に行われた"Tour energeia"のZEPP TOKYO公演から収録。

1. SPECULATION
2. CAUSATION
3. BASIS
4. SHADOW PLAY
5. LAST WAR
6. PLASTIC SMILE
7. NEW SENTIMENT
8. ROOTS OF TREE(secret track)

## 収録アルバム

### Handan's pillow
- オリジナル『ANTINOMY』（2008年2月6日、新録にて収録）

### 逆光
- オリジナル『ANTINOMY』（2008年2月6日、新録にて収録）